# Théâtre de Novgorod
Le théâtre académique d'art dramatique Dostoïevski est un théâtre de Novgorod accueillant des spectacles depuis 1825 aujourd'hui au sein d'un bâtiment-phare du brutalisme.

## Histoire du théâtre

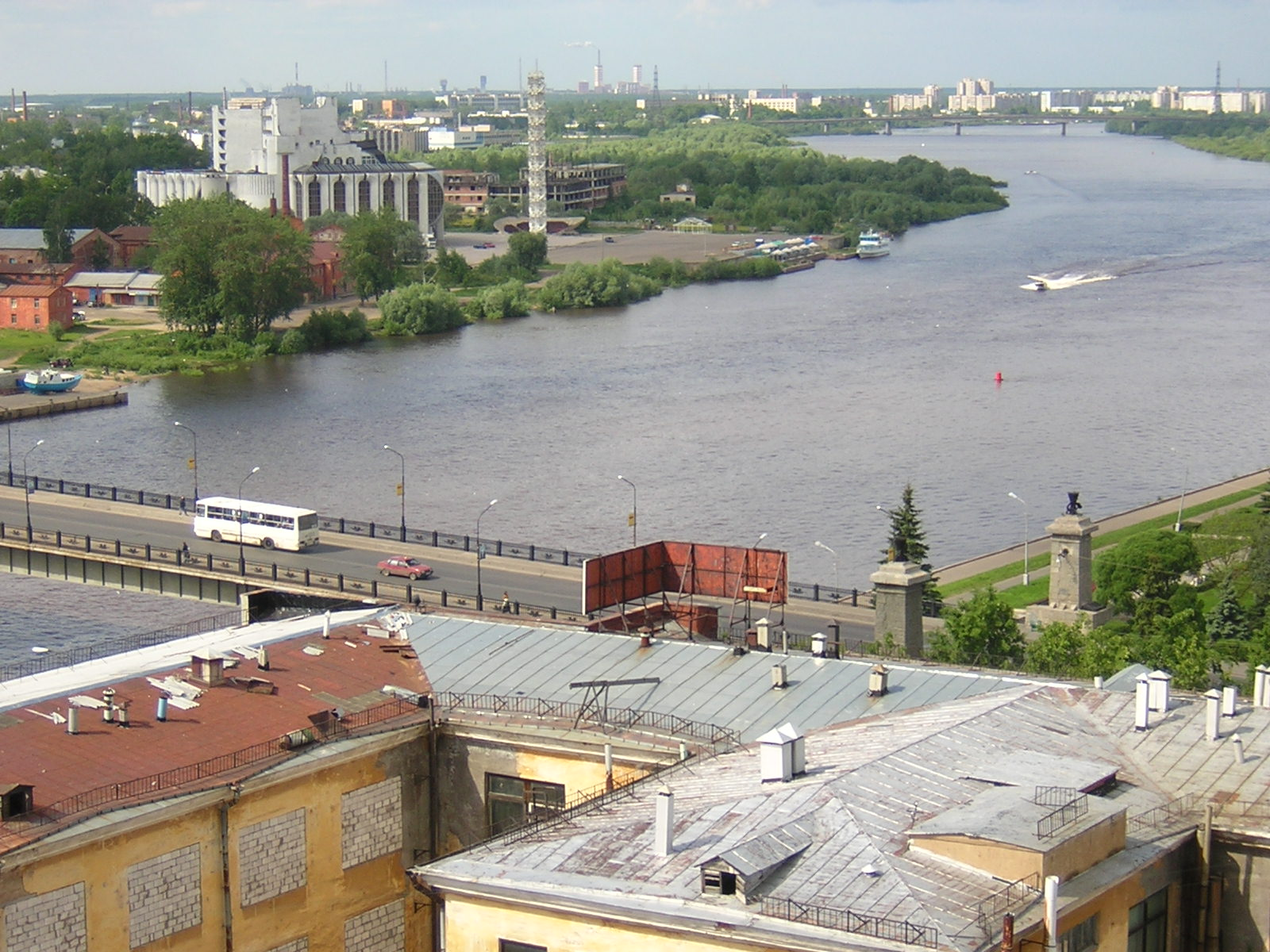
Théâtre de Novgorod en son site

En 1825 ouvre la première scène, qui devient un théâtre permanent en 1853. En 1918, il est renommé "Premier théâtre populaire de la révolution d'Octobre" puis en 1934 "Petit théâtre d'art dramatique de l'oblast de Léningrad" et en 1944 le "théâtre de l'oblast de Novgorod". Il est nommé "théâtre Dostoïevsky" en 1997.

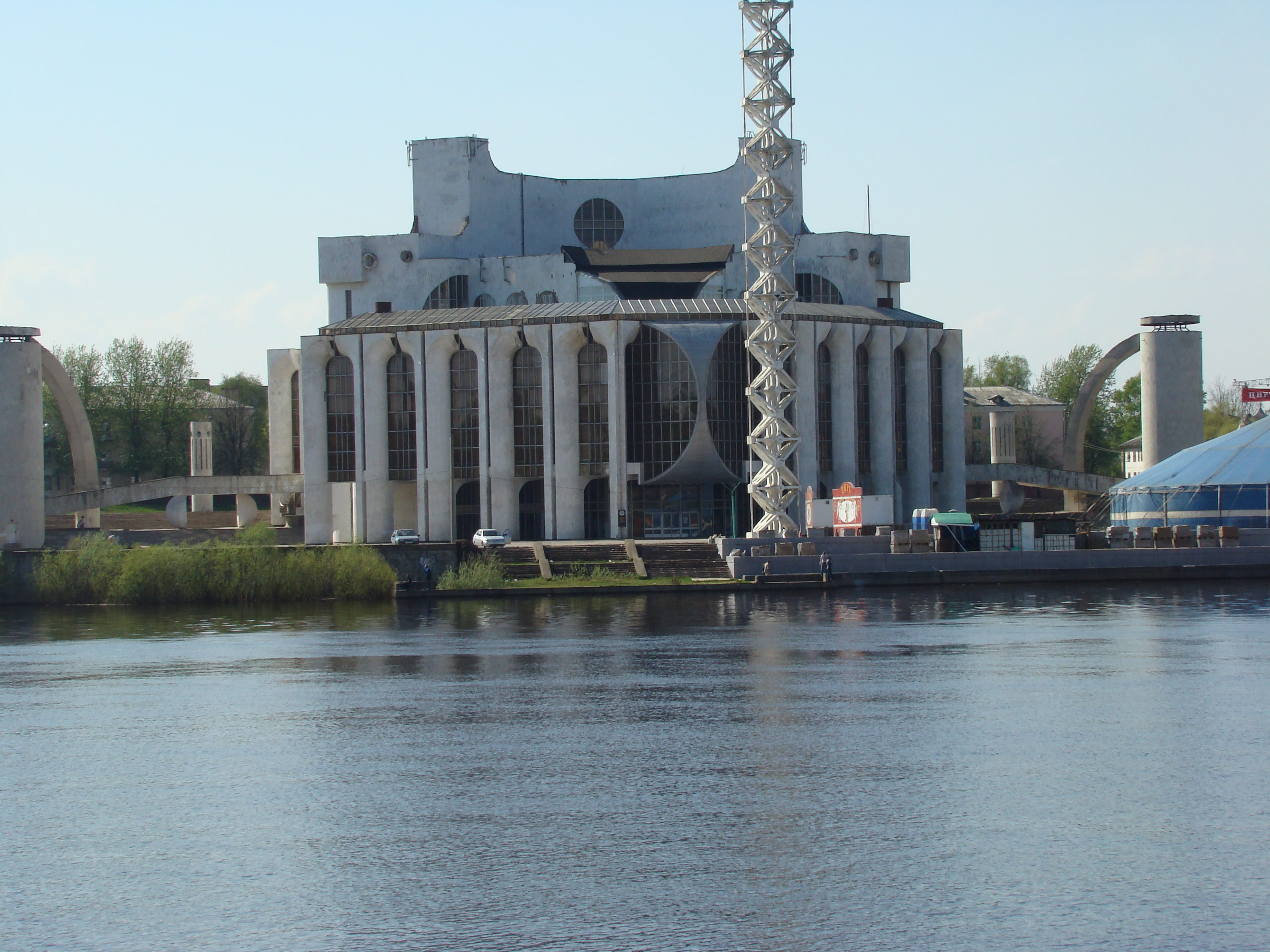
Le théâtre avec sa colonne encore en place

En 1987 est inauguré le nouveau bâtiment du théâtre construit sous la direction de l'architecte Somov; le musicien A. S. Makarevitch y apporte sa touche pour la forme des fenêtres. Une partie du complexe a été démontée: il s'agit d'une colonne monumentale de 42 mètres de haut. Appelée localement "colonne Makarevitch" ou "Colonne des suicidés" à cause du nombre de suicides qui y ont eu lieu, les autorités municipales décident en 2007 de démonter la colonne dont des parties de béton menaçaient de se détacher, ce qui est fait en 2009.

## Vue panoramique

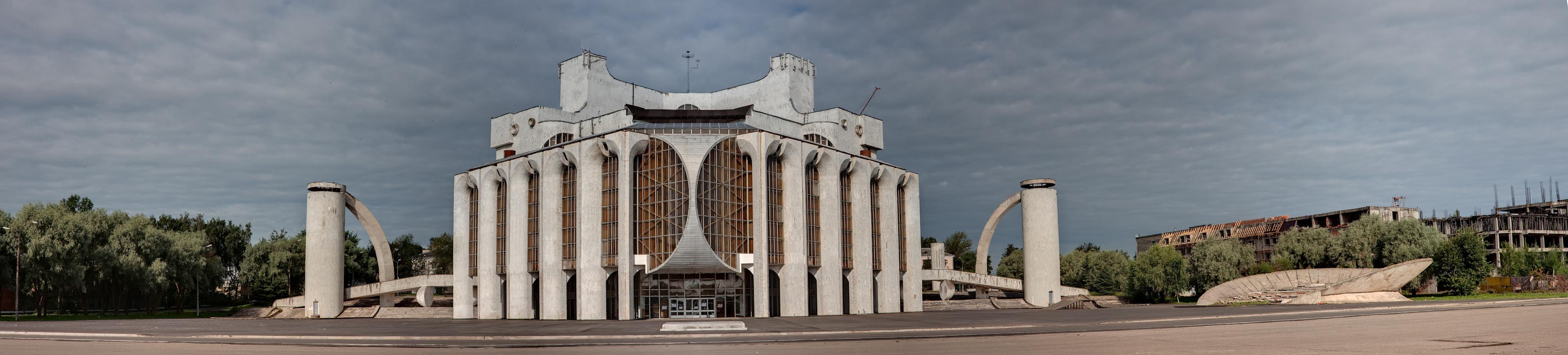
Vue panoramique de l'extérieur du théâtre.

## Liens
- Site officiel du théâtre (en russe)